# Убори
Убо́ри (рос. Уборы) ― село в Одинцовському районі Московської області Росії.
Село Убори Одинцовського району розташоване в 17 км Іллінського шосе на захід від Москви на лівому березі Москви-ріки при впадінні в неї маленької річки Уборка, знаходиться на старовинній дорозі з Москви в Звенигородський Савино-Сторожевський монастир. Входить до складу сільського поселення Успенське. Село налічує близько 100 дворів. Зі сходу до нього примикає присілок Дубці.

## Назва
Назву села пов'язують зі словом бор («бір», «сосновий ліс», «ліс взагалі»). У слов'янських діалектах засвідчені й слова з префіксом у-, які можуть мати різні значення, від «гай» до «височина». Це цілком узгоджується з географічним положенням села, розташованого на високому березі Москви-ріки.
Давнішу назву лугъ Избореск порівнюють з назвою фортеці Ізборськ поблизу Пскова, можливо, ці топоніми пов'язані зі слов'янським ім'ям Ізбор (хоча у східнослов'янському іменослові воно невідоме).

## Історія
У роз'їжджій грамоті 1504 року згадується в тутешніх місцях «лугъ Избореск» у вотчинному володінні Якова Дмитровича Овцина. Ці місця мабуть, належали його предкам ще на початку XV століття.
У першій чверті XVI століття землі стають вотчиною звенигородського князя Юрія Івановича, тут виникає селянське поселення. Село Убори — вотчина звенигородських удільних князів, поки з XVII століття не починає приналежати графам Шереметєвим. Під 1610 роком у валовому описі (1627) Звенигородського повіту село згадується як вотчина стольника Івана Петровича Шереметєва, яке дісталося йому як придане від тещі Стефаніди Вилузгіної, вдови приказного. У 1627 році в Уборах були 2 селянські і 2 бобильські двори, 4 двори селян-втікачів.
За переписом 1678 в Уборах 3 двори боярських, 8 дворів людських 38 боярської челяді, 12 дворів селянських і 3 бобильських двори. Всього 38 душ чоловічої статі.
Після кончини боярина Петра Васильовича Шереметєва 1697 року село перейшло його вдові Тетяні Афанасіївні і двом його синам Олексію та Івану; 1705 року тут вже був двір вотчинника з прикажчиком, скотний і пташиний двори.
Після смерті в 1723 р. Олексія Петровича Шереметєва село перейшло за розділом з його вдовою Ганною Яківною до молодшого брата Івана Петровича Шереметєва.
У 1788 році Убори перебували у володінні Петра, Олександра і Бориса Володимировичів Шереметєвих.
За документами 1800 року Убори з присілком Дубці належали графу Федору Григоровичу Орлову, надвірному раднику Миколі Володимировичу Шереметєву і дівиці Наталії Володимирівні Шереметєвій (пом. 29.12.1824). У селі Спас-Убори Аксіньїнської волості Звенигородського повіту 1-го стану мешкали 122 жителі, була церква, дерев'яний двоповерховий панський будинок зі службами і великим садом. Панський будинок збудував Ф. Г. Орлов.
У 1852 Убори належали генеральші Софії Сергіївні Бібіковій і Варварі Петрівні Шереметєвій. У селі було 22 двори, де проживали 8 чоловіків та 89 жінок. 1890 року на селі була садиба С. Д. Шереметєва, налічувалося 351 житель, була земська однокласна школа.
За переписом 1926 року в селі було 56 селянських господарств, школа першого ступеня, молочне товариство і сільгоспкооператив.
У 1989 році в Уборах 73 приватні господарства і 161 постійний житель. За переписом 2013 року в Уборах постійно проживає 195 осіб.

## Спаська церква

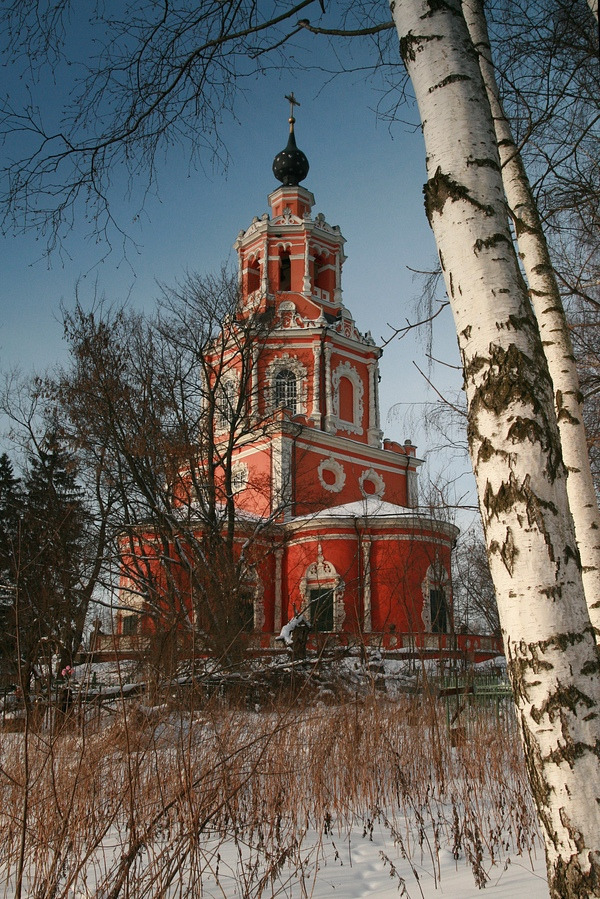
Спаська церква в Уборах

Церква в ім'я Спаса Нерукотворного Образу є головною пам'яткою села. Спочатку, в 1673 році, за наказом боярина Петра Васильовича Шереметєва, званого в актах Шереметєвим-Меншим, побудували дерев'яний храм, за яким село стало називатися Спаським. Але назва не прижилася, частіше його позначали як Спас-Убори. Цар Олексій Михайлович, благоволивши до Шереметєва, надіслав у новий храм книги «Тріодь пісну» і «Пентикостарій, чи служба на П'ятидесятницю».
Пізніше П. В. Шереметєв вирішив збудувати кам'яну церкву, і доручив це архітектору-кріпаку М. Ю. Татищева Якову Бухвостову з помічниками, який неподалік зводив надбрамну церкву в Новоєрусалимському монастирі.
Але Бухвостов, зайнятий у той час зведенням Успенського собору в Рязані, а також спорудженням стін і веж Новоєрусалимського монастиря, не зміг закінчити будівництво в строк (1695), і Шереметєв звернувся з скаргою на нього до Приказу кам'яних справ з вимогою виплатити недотримку. Необхідної суми в Бухвостова не виявилося, і тоді за рішенням Приказу зодчий був заарештований і поміщений під варту, а також засуджений до биття батогом «нещадно и каменное дѣло додѣлать».
Будівництво церкви закінчили вже після смерті боярина ― наприкінці 1697 року. Ще три роки завершували внутрішнє оздоблення церкви: різьблений іконостас, ікони. 25-метровий прикрашений позолотою іконостас храму був різьблений, мав 9 ярусів ікон. 17 вересня 1700 року був виданий антимінс на освячення храму.
Під час Вітчизняної війни 1812 року через Убори проходила французька армія, французи храм розорили і до 1836 року церква стояла пусткою.
Збереглося прохання (1849) про дозвіл ремонту храму, заміну віконних рам і оновлення ікон. Храм надалі діяв до кінця 1930-х рр. Після іконостас був розпиляний і спалений, дзвони віддані на переплавку. Повернуто церкві влітку 1995 р. Реставрацією храму займалися церковні архітектори М. О. Пустовалов та А. А. Анисимов.
Спаська церква в Уборах належить до московського, а точніше до «наришкінського бароко», з характерним для нього білим декором. Цей храм має компонування типу «під дзвони»: його дзвіниця розташована над молитовним приміщенням. У ньому поєднуються традиції російського білокам'яного зодчества і нововведення західноєвропейської архітектури. Для подібних храмів зазвичай характерні декоративність і яскравість, колірна гама — контрастність у поєднанні червоних стін і білих різьблених деталей. У наришкінському бароко широко застосовувалися елементи ордеру (декоративні фронтони, пілястри, арки). Фасад церкви прикрашений білими кам'яними лиштвами і крученими колонами з капітелями. Чотириярусний обсяг покоїться на високому стилобаті. На четверик нижнього ярусу з півкружалами приділів і вівтаря спираються три чимраз менші за розміром восьмерики. Верхній восьмерик-барабан увінчаний синьою банею, всипаною білими зірками. З колишнього убрання церкви залишився лише свічник, який стояв біля ікони апостолів Петра і Павла.